# San Millán de los Caballeros
San Millán de los Caballeros is een gemeente in de Spaanse provincie León in de regio Castilië en León met een oppervlakte van 24,69 km². San Millán de los Caballeros telt 186 inwoners (1 januari 2016).

## Demografische ontwikkeling
Bron: INE, 1857-2011: volkstellingen
Opm.: Tot 1857 behoorde San Millán de los Caballeros tot de gemeente Toral de los Guzmanes